# Jean-Baptiste Natama
Pour les articles homonymes, voir Natama.
Jean-Baptiste Natama est un diplomate, écrivain et homme politique burkinabè né le 30 août 1964 à Léo dans la province de Sissili et mort le 18 mars 2018 à Ouagadougou. 
Ancien militaire, il atteint le grade de colonel au sein de l'armée burkinabée.
Il fut candidat indépendant à l'élection présidentielle de 2015.

## Biographie

### Études
De son nom complet Jean-Baptiste Toubo Tanam Natama, il est titulaire d'un diplôme d'études approfondies (DEA) en droit et d'un diplôme d'études supérieures spécialisées (DESS) en stratégie et diplomatie. 
Jean-Baptiste Natama intervient régulièrement en qualité d'enseignant visiteur pour le compte des Nations unies et de l'Union africaine dans de nombreuses écoles sur le continent et dans le reste du monde.[source insuffisante]

### Parcours

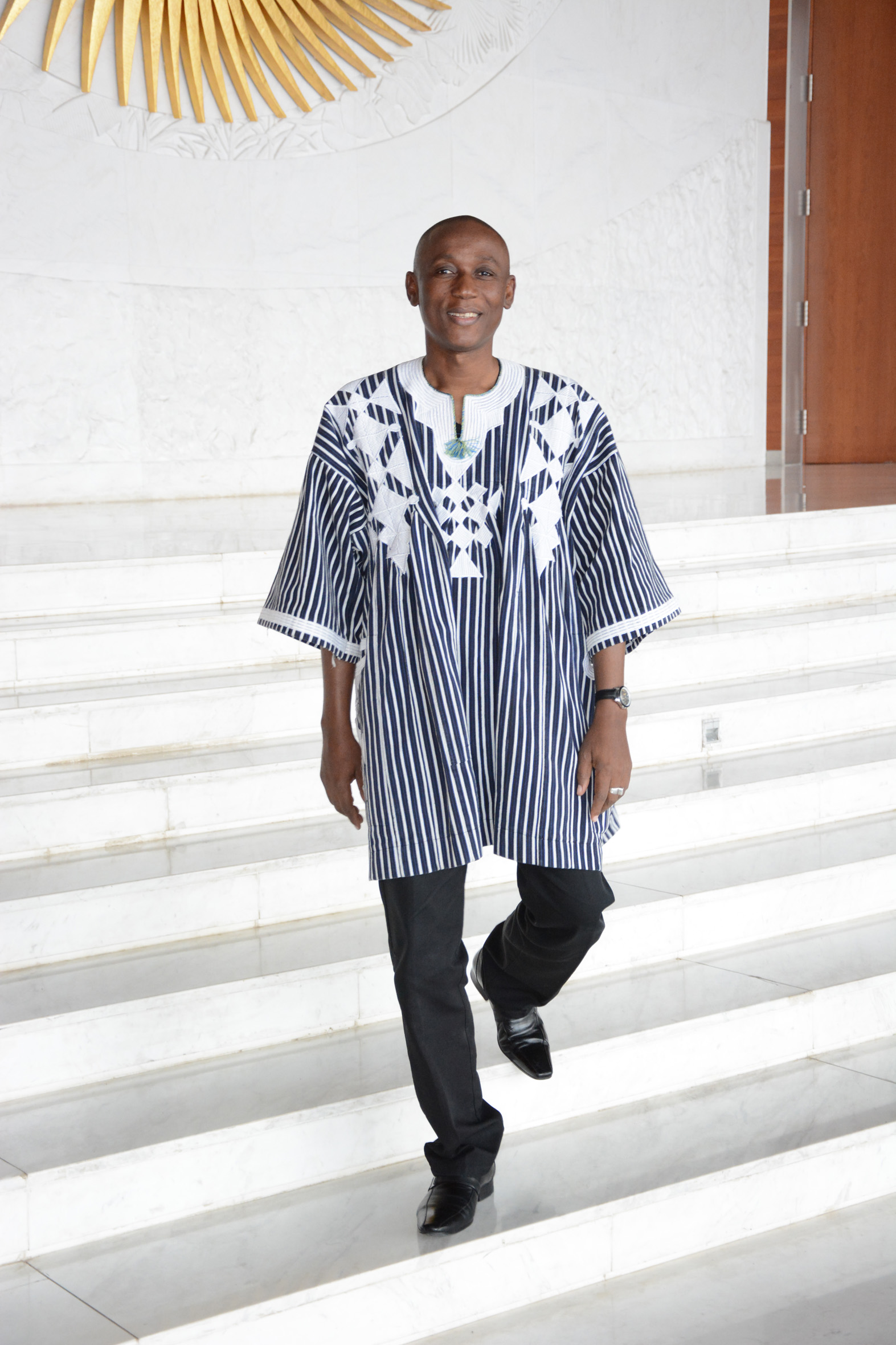
Jean-Baptiste Natama à l'UA en 2013.

Membre de l'Organisation militaire révolutionnaire et du Conseil national de la révolution dirigés par Thomas Sankara, Jean-Baptiste Natama prend activement part à la révolution de 1983 en s'enrôlant dans l'armée.
En 1985, il participe à la « guerre de Noël » entre le Mali et le Burkina Faso. Promu au grade de colonel, il sera décoré de la Médaille d'or du Flambeau de la Révolution pour hauts faits de guerre par le président Thomas Sankara le 6 février 1986, équivalent de l'actuelle dignité de commandeur de l'ordre national du Burkina Faso.
Après l'assassinat de Thomas Sankara, étant l'un des derniers révolutionnaires, il est radié, en mai 1990, des rangs de l'armée par le régime du Front populaire de Blaise Compaoré.
Depuis lors, Jean-Baptiste Natama contrairement à une grande partie de l'élite burkinabè, a toujours refusé de se compromettre avec le régime politique précédent, qui finira par être emporté par la mobilisation populaire d'octobre 2014.
La carrière de l'ambassadeur Jean-Baptiste Natama a constitué un incessant va-et-vient entre son pays natal et les organisations internationales au sein desquelles il a servi, notamment dans les pays des Grands Lacs (République démocratique du Congo, Rwanda et Burundi) pour le compte de l'Organisation des Nations unies et en mission au Soudan, pour le Darfour, menée dans le cadre de l'Union africaine.
En 2006, les autorités burkinabè le sollicitent pour occuper le poste de Secrétaire permanent du Mécanisme africain d'évaluation par les pairs (MAEP) et du Nouveau partenariat pour le développement de l'Afrique (Nepad). Il supervise les travaux pour la production du rapport du MAEP sur le Burkina Faso. Un rapport rendu public en octobre 2008 qui sera très critique vis-à-vis du régime de Blaise Compaoré. Il dénonce notamment le manque d'indépendance de la justice et la mauvaise gouvernance.

### Décès
Jean-Baptiste Natama meurt à l'âge de 53 ans le 18 mars 2018 dans sa résidence de Ouagadougou, des suites d'une maladie. Le Ministre des Affaires étrangères, Alpha Barry, révèle le jour-même sur Twitter qu'il avait été informé le 14 mars de son état de santé dégradé, et qu'il avait de ce fait « promptement confectionné son passeport » pour qu'il puisse être soigné à l'étranger.
Le président Roch Marc Christian Kaboré lui rend hommage sur Twitter en le qualifiant de « valeureux fils du Burkina Faso, [qui] a servi son pays et l'Afrique avec le plus grand dévouement ». Il reçoit également les hommages de Nkosazana Dlamini-Zuma, ex-présidente de la commission de l'UA, qui salue un homme qui a « servi avec dignité et humilité [l'Afrique] », ainsi que de l'Union pour la renaissance/Parti sankariste (UNIR/PS) et de l'Union pour le progrès et le changement (UPC). Le 21 mars, de nombreuses personnalités publiques viennent se recueillir et signer le livre de condoléances du défunt, dont le Président de l'Assemblée nationale Alassane Bala Sakandé, le chef de file de l'opposition Zéphirin Diabré, ainsi que le Président de la République Roch Marc Christian Kaboré.
Le 22 mars, jour de son enterrement, Jean-Baptiste Natama est élevé à titre posthume à la dignité de grand officier de l'Ordre national par le ministre d'État Simon Compaoré. Il est ensuite inhumé au cimetière municipal de Gounghin, dans la province du Kouritenga, après avoir reçu un hommage militaire, en présence des membres du gouvernement et de ses compagnons de lutte.

## Poète et écrivain
Par ailleurs écrivain, poète et essayiste, Jean-Baptiste Natama, alias Toubo Tanam, compte à son actif plusieurs publications dont Tourbillon et Paroles bleues, recueil de poèmes, en 2004, Les droits de l'Homme et le Mécanisme Africain d’Évaluation par les pairs en 2009, le Manifeste pour une Jeunesse responsable en 2013, Par-dessus la barre haute, Jean-Baptiste Natama un nouveau leadership africain préfacé par le professeur Elikia Mbokolo aux éditions l'Harmattan, ainsi que de nombreuses publications dans des revues et magazines spécialisés.

## Distinctions
- Médaille d'Or du Flambeau de la Révolution (1986)
- Grand officier de l'Ordre national du Burkina Faso (2018 - à titre posthume)